# Alianza aérea

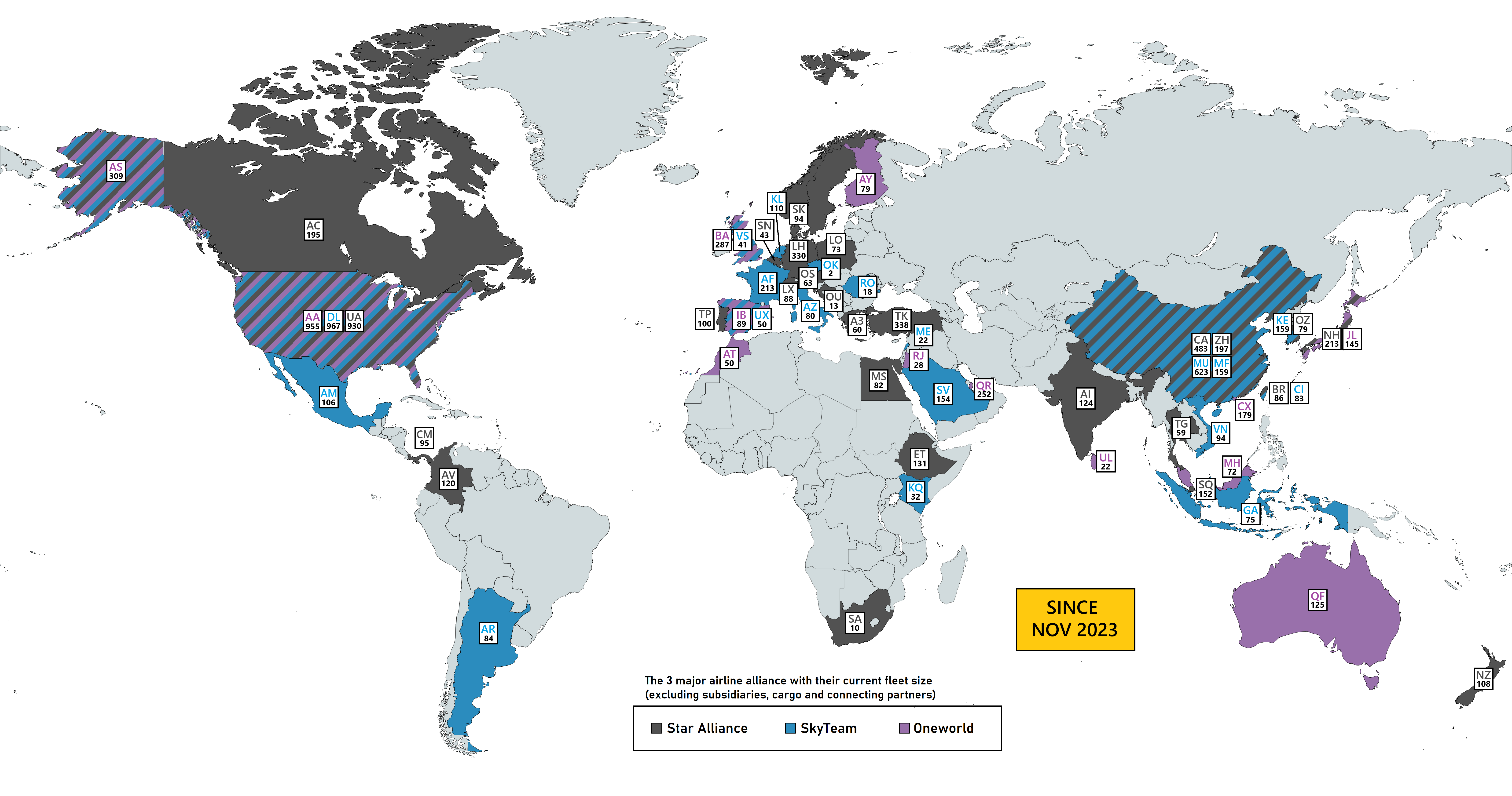
Las mayores alianzas de aerolíneas desde el 1 de noviembre de 2023:
Star Alliance
SkyTeam
Oneworld

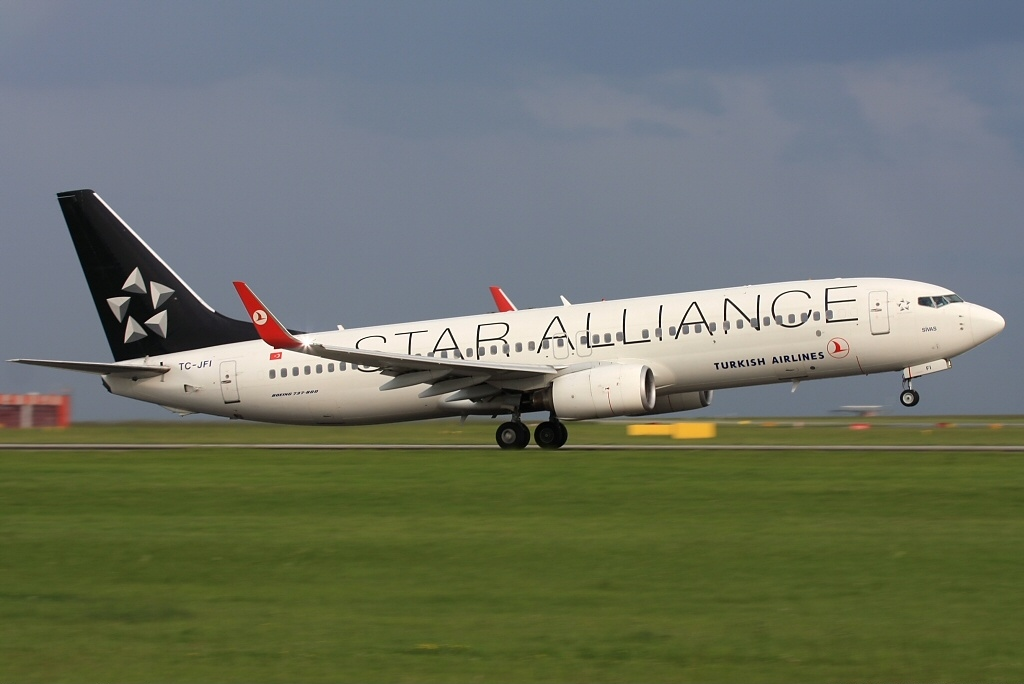
Avión con pintura de acabado de Star Alliance. Star Alliance es la mayor alianza aérea del mundo.

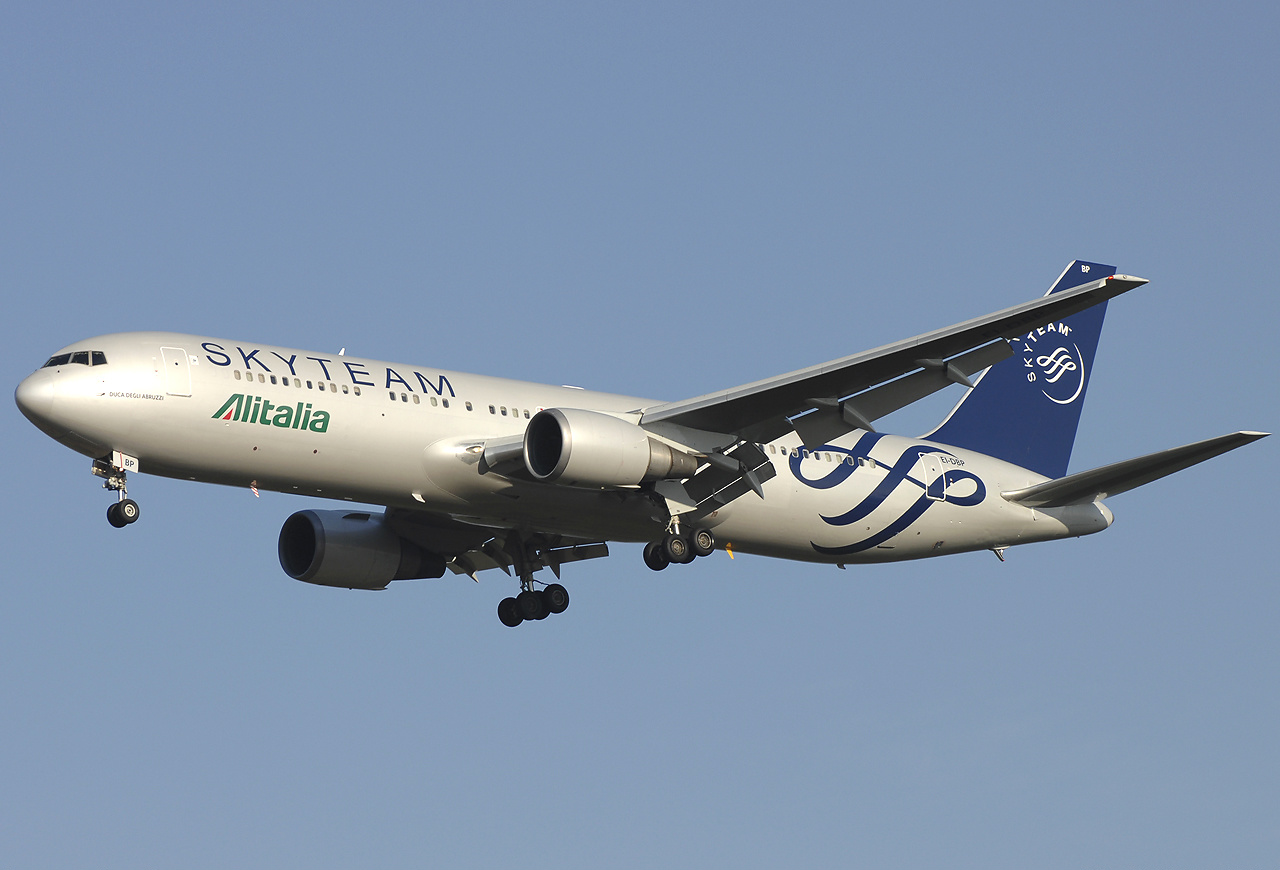
Avión con pintura de acabado de SkyTeam. SkyTeam es la segunda mayor alianza aérea del mundo.

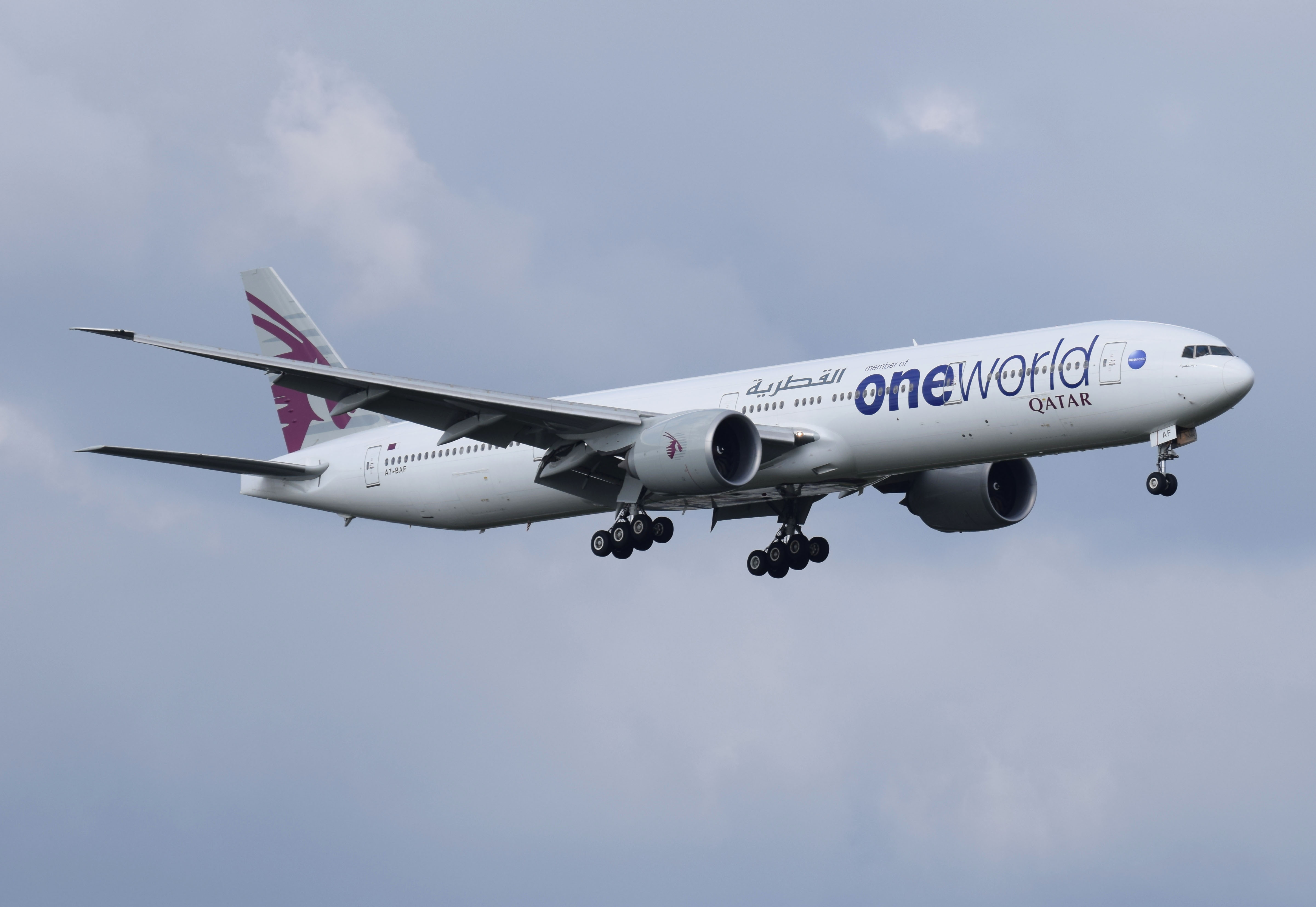
Avión con pintura de acabado de Oneworld. Oneworld es la tercera mayor alianza aérea del mundo.

Una alianza aérea es un acuerdo de cooperación entre dos o más aerolíneas. Las tres mayores alianzas aéreas mundiales son Star Alliance, SkyTeam y Oneworld. Las alianzas pueden proporcionar una marca comercial para facilitar a los viajeros que realizan conexiones de código compartido entre aerolíneas dentro de los países. Existen también alianzas aéreas entre aerolíneas de carga tales como WOW Cargo Alliance, SkyTeam Cargo y ANA/UPS Alliance. Las alianzas poseen una red que provee conectividad y conveniencia para pasajeros o cargas internacionales.
En 2015, Star Alliance fue la más grande con el 23% del tráfico total programado en millas de pasajeros (RPM)/ kilómetros de pasajeros (RPK), seguido de SkyTeam con un 20.4% y Oneworld con un 17.8%, dejando el 38.8% para el resto.

## Beneficios
Los beneficios pueden consistir en:
- Una red ampliada y optimizada: esto se realiza generalmente a través de acuerdos de código compartido. De hecho muchas alianzas se iniciaron como un acuerdo de código compartido.
- Reducción de costes al compartir:
  - Oficinas de ventas.
  - Instalaciones de mantenimiento.
  - Instalaciones operacionales. Por ejemplo de restauración o los sistemas informáticos.
  - El personal. Por ejemplo personal de tierra, en los mostradores de facturación y en los mostradores de embarque.
  - Las inversiones y las compras. Por ejemplo con el fin de negociar descuentos por volumen extra.
- Beneficios a los viajeros como:
  - Precios más bajos por reducción de gastos de funcionamiento para una determinada ruta.
  - La posibilidad de poder elegir más horarios en una determinada ruta.
  - Más destinos pueden ser combinados fácilmente.
  - Menores tiempos de viaje como consecuencia de la optimización de las conexiones entre vuelos.
  - La posibilidad de obtener recompensas por millaje más rápido con una única cuenta para todas las compañías de la alianza.
- Menos frecuencias de vuelos. Por ejemplo cuando dos compañías aéreas vuelan tres veces al día en una determinada ruta, la alianza puede volar solo cuatro veces en la misma ruta.

## Problemas
La posibilidad de que una línea aérea de incorporarse a una alianza está a menudo restringida por leyes y reglamentos o sujeta a la aprobación por parte de las autoridades antimonopolio.
Los derechos de aterrizaje (slots) pueden no ser propiedad de las aerolíneas sino de la nación en la que tiene su sede central. Si una línea aérea pierde su identidad nacional a partir de acuerdos con aerolíneas de otro país, los acuerdos existentes puede ser declarados nulos con la pérdida de esos derechos de aterrizaje.

## Historia
La primera alianza de líneas aéreas se inició en la década de 1930 cuando Pan American Grace Airways y su aerolínea vinculada Pan American World Airways acordaron intercambiar rutas a América Latina.
Respecto de las grandes alianzas aún existentes, la primera comenzó en 1989 mediante un acuerdo de código compartido a gran escala entre la estadounidense 'Northwest y la neerlandesa KLM. Otro gran paso se dio en 1992 cuando los Países Bajos firmaron el primer acuerdo de cielos abiertos con los Estados Unidos (a pesar de las objeciones de las autoridades de la Unión Europea). Esto otorgaba a ambos países derechos de aterrizaje sin restricciones en los aeropuertos del otro.

## Tabla de alianzas
| Alianza | Oneworld | SkyTeam | Star Alliance |
| ------- | --- | --- | --- |
| América | - Alaska Airlines - American Airlines                                                                                   | - Delta Airlines - Aeroméxico - Aerolíneas Argentinas                                                                                          | - United Airlines - Air Canada - Avianca - Copa Airlines |
| Europa  | - British Airways - Iberia - Finnair                                                                                    | - Air France - Air Europa - ITA Airways - Czech Airlines - KLM - Scandinavian Airlines - Tarom - Virgin Atlantic                               | - Lufthansa - Swiss International Air Lines - Turkish Airlines - TAP Portugal - Aegean Airlines - Brussels Airlines - LOT Polish Airlines - Austrian Airlines - Croatia Airlines |
| Asia    | - Japan Airlines - Cathay Pacific - Malaysia Airlines - Oman Air - Qatar Airways - SriLankan Airlines - Royal Jordanian | - Korean Air - China Eastern Airlines - China Airlines - Garuda Indonesia - Vietnam Airlines - Saudia - Middle East Airlines - Xiamen Airlines | - All Nippon Airways (ANA) - Air China - Shenzhen Airlines - Singapore Airlines - Thai Airways - Asiana Airlines - Air India - EVA Air                                           |
| África  | - Royal Air Maroc | - Kenya Airways | - Egypt Air - South African Airways - Ethiopian Airlines |
| Oceanía | - Qantas - Fiji Airways                                                                                                 | | - Air New Zealand |